# Bătălia de la Yarmuk
Bătălia de la Yarmuk a avut loc între 16 și 20 august 636 în apropierea râului cu același nume, la sud-est de Marea Galileii, și a opus armata Bizanțului forțelor musulmane ale califatului de la Medina. În urma victoriei zdrobitoare de la Yarmuk, arabii au ocupat întreaga Sirie, care va rămâne definitiv un teritoriu arab. Bătălia de la Yarmuk și cucerirea ulterioară a Ierusalimului au marcat sfârșitul primului val al cuceririlor arabe în Asia, consolidarea puterii noului califat islamic și totodată pierderea statutului de cea mai mare putere a lumii de către Imperiul bizantin.

## CONTEXT
În anul 611, în timp ce Muhammad abia începea să primească primele sale revelații la Mecca, între Imperiul Bizantin și Persia Sassanidă, cele două superputeri ale Evului Mediu timpuriu, a izbucnit un conflict care avea să se întindă pe aproape două decenii. Primele victorii au aparținut persanilor, care au invadat Siria în 611, în 614 au ocupat Ierusalimul și au incendiat Biserica Sfântului Mormânt, iar în 618 sau 619 au cucerit Egiptul. Bizantinii au purtat între 622 și 628 trei campanii epuizante, însă încununate de succes pentru recuperarea provinciilor pierdute. Bătălia decisivă a avut loc în apropierea ruinelor antice ale orașului Ninive, unde împăratul bizantin Heraclius a reușit să-i zdrobească definitiv pe sassanizi. 
Războiul dintre Imperiul Bizantin și Persia sassanidă a epuizat într-un final ambele tabere. Deși învingător, Bizanțul a ieșit din această confruntare secătuit de resurse și cu o armată slăbită, în timp ce Persia, căzută în anarhie, și-a pierdut statutul de mare putere și avea să se prăbușeasca curând sub loviturile arabilor. 
În timp ce marile puteri rivale de la nord se luptau între ele, erodâdu-și în mod dramatic puterile, arabii din Peninsula Arabiei reușiseră să se unească într-un singur stat, condus de la Medina de succesorii profetului Muhammad. Incursiunile de jaf pe care arabii peninsulari le organizau în mod regulat la marginile de nord ale deșertului au devenit tot mai îndrăznețe pe măsură ce replica bizantină, altădată promptă și energică, devine tot mai slabă. 
În 633, aproximativ 10.000 de războinici arabi, împărțiți în trei coloane, au plecat din Hijaz în căutare de pradă. În februarie 634, cele trei armate au făcut joncțiunea în sudul Palestinei, unde au învins o mică armată bizantină. Trupele trimise de bizantini din Caesarea să restabilească situația sunt înfrânte și ele în două bătălii, arabii reușind chiar să îl ucidă pe comandantul acestora. 
În fața acestei situații complet noi pentru bizantini, împăratul Heraclius strânge în grabă o armată de 60.000 de soldați, pe care o pune sub comanda fratelui său Theodor. Bizantinii sunt însă  înfrânți pe 30 iulie 634 la Ajnadain de către Khalid ibn al-Walid. 
După Ajnadain, prima bătălie cu adevărat importantă câștigată în fața bizantinilor, arabii ocupă Palestina. Khalid pătrunde în Siria și îl învinge pe generalul armean Vahan în două bătălii, la Fihl și Marj as-Suffar, în 635. În martie asediază Damascul, care se predă după șase luni. Până la sfârșitul anului 635, Siria și Palestina, cu excepția Ierusalimului, Cesareei și a unor orașe de coastă, erau în mâinile arabilor. 

## PRELUDIUL BĂTĂLIEI
După înfrângerea de la Ajnadain, o nouă armată bizantină, numărând 50.000 de soldați și pusă de Heraclius sub comanda fratelui său Theodor Trithurius și a generalului armean Vahan, intră în Siria și ocupă trecătoarea Deraa, lângă râul Yarmuk, la sud de Marea Galileii. Khalid abandonează Damascul și ocupă o poziție la sud de bizantini, cu spatele la deșert pentru a-și putea asigura retragerea în caz de nevoie. Khalid dispunea doar de 25.000 de luptători, însă aceștia formau o armată unită, în timp ce armata bizantină se baza pe contingente armene și ghassanide, a căror loialitate era discutabilă. 
Bizantinii, care controlau trecătoarea Deraa dintre defileul râului Yarmuk, aflat la vest, și albiile bolovănoase de lavă ale Jebel Hauran aflate la est, au ținut inamicul pe loc timp de patru luni. În tot acest timp însă arabii au reușit să se infiltreze în grupuri mici pe cursul albiilor de lavă în spatele bizantinilor și să le taie aprovizionarea. Comunicațiile armatei bizantine au fost și ele afectate, iar timpul a  măcinat și el unitatea trupelor conduse de Theodor - între greci, armeni și arabii ghassanizi au izbucnit conflicte tot mai dese. Contingentul armean s-a revoltat și a încercat impunerea lui Vahan drept comandant suprem în locul lui Theodor. Dezertările, bolile și clima au slăbit și mai mult armata bizantină, în timp ce Khalid primea constant întăriri de la Medina. 

## DESFĂȘURAREA BĂTĂLIEI
Bătălia de la Yarmuk a debutat pe 16 august 636 cu un atac bizantin care a împins înapoi liniile arabe, însă nu a reușit să destabilizeze dispozitivul de luptă al acestora. Pe parcursul următoarelor zile arabii au restabilit situația, dar niciuna dintre armate nu s-a angajat decisiv în luptă. Situația s-a schimbat abia pe 20 august, când s-a stârnit o cumplită furtună de nisip de care Khalid s-a decis să profite. Vremea i-a avantajat pe arabii care luptau individual și a pus mari probleme bizantinilor, care luptau în formații compacte și depindeau de ofițerii lor și de steagurile sau fanioanele după care se ghidau. Obișnuiți să lupte în astfel de condiții, fiii deșertului au apărut pe neașteptate din norii de praf în fața liniilor bizantine. Mulți soldați bizantini erau ghemuiți la pământ, cu capul acoperit și au fost surprinși și scoși cu ușurință din luptă de asaltul neașteptat al arabilor. După prima ciocnire, arabii creștini ghassanizi au schimbat tabara și s-au angajat în luptă alături de musulmani împotriva foștilor aliați. Bizantinii au rupt repede rândurile, dar au găsit singurul pod peste Wadi al-Ruqqad ocupat de arabi, retragerea lor dezorganizată transformându-se într-un masacru. Theodor și Vahan au fost uciși, iar batălia s-a încheiat practic cu exterminarea întregii armate bizantine. 

## URMĂRILE BĂTĂLIEI
După Yarmuk, Siria, una dintre cele mai bogate provincii ale Imperiului bizantin, a intrat în stăpânire arabă. Căderea Siriei a antrenat după sine pierderea tuturor provinciilor sudice și estice ale Imperiului bizantin în favoarea califatului islamic. Arabizarea și islamizarea ulterioară a acestor teritorii întinse face ca bătălia de la Yarmuk să se numere printre bătăliile din istorie care au schimbat pentru totdeauna lumea. 